# Districte de Biləsuvar
Biləsuvar (àzeri: Biləsuvar rayonu), és un districte de l'Azerbaidjan amb el centre administratiu a la ciutat de Biləsuvar.

## Toponímia
El nom del districte deriva de la ciutat Biləsuvar. La partícula "Bile" deriva de la paraula turca "bilya" que significa terra baixa i la partícula "suvar" que significa cavalleria. Segons les fonts, deu mil cavallers van ser desplegats en aquestes terres baixes pel xa sassànida Khosrov.
El nom en turquès vol dir salts d'aigua purs, a causa dels nombrosos rius de la zona, tot i que una bona part del terreny és plana, la referència a les cascades és una mica enganyosa.

## Geografia
La superfície total del districte és de 1.358 km². El districte ocupa la part sud-oest i sud de la plana de Mugan. El seu territori limita amb el districte d'İmişli al nord amb una distància de 53 km, amb el districte de Saatlı al sud-oest amb una distància de 23 km, amb el districte de Sabirabad amb una distància de 20 km, emb el districte de Salyan a l'est amb una distància de 23 km, amb el districte de Neftçala amb una distància de 4 km, amb el districte de Cəlilabad al sud amb una distància de 54 km i amb l'Iran a l'oest amb una distància de 64 km. La longitud total de les seves fronteres és igual a 241 km. La major part de la zona de Biləsuvar es troba per sota del nivell del mar.

### Clima
El clima de Biləsuvar és força càlid, amb estius secs. La temperatura varia des de 2 °C (a l'hivern) a 26 °C (a l'estiu) i amb precipitacions mitjanes de 260 mm.

### Geologia
Els principals tipus de sòl a Biləsuvar són els sòls de castanyer, la praderia grisa i els sòls salins esteparis.

### Flora i vegetació
De la superfície total del districte, 542 hectàrees són boscos.

### Fauna
La fauna del districte inclou
cérvols, ossos, senglars, cabres, llops i d'altres.

## Història
L'historiador persa Hamdullah Qazvini va escriure als seus textos que l'assentament urbà medieval de Biləsuvar fou establert per l'emir de Buveyhi, Pilasuvar al segle x, i des de llavors va rebre el seu nom. Al segle xiv, la ciutat va declinar a causa de la lluita civil feudal.
El 1930, es va crear el districte de Biləsuvar amb el centre a la ciutat de Puixkin. El 1938, el districte fou reanomenat com a districte de Puixkin.
El 1963, el territori es va unir amb el districte de Cəlilabad, i el 1964, va tornar a ser un districte independent. Després del col·lapse de l'URSS el 1991, va tornar al seu nom històric i es va tornar a anomenar-se districte de Biləsuvar.
Entre troballes històriques importants es troben les ruïnes de Xakhriyar-tepe que pertanyen a l'edat mitjana,la fortalesa Xakhriyar que es va construir a l'edat del ferro, Monticle kosha-tepe que també pertany a l'edat del ferro. A la ciutat de Biləsuvar es van trobar ruïnes del poble d'Icheri Aghdam i la fortalesa de Xahriyar, que també pertanyen a l'edat mitjana.

## Demografia
D'acord amb l'Informe anual del Comitè d'Estadística de l'Estat, en 2018, la població de la ciutat va registrar 102.400 habitants, la qual cosa representa un augment de 26.400 persones (aproximadament un 34.7%) de les 76.000 persones el 2000. De la població total 51.600 són homes i 50.800 són dones. Més del 26.7% de la població (aproximadament 27.400 persones) són joves i adolescents de 14 a 29 anys.
|                        | 2000 | 2001 | 2002 | 2003 | 2004 | 2005 | 2006 | 2007 | 2008 | 2009 | 2010 | 2011 | 2012 | 2013 | 2014 | 2015 | 2016 | 2017  | 2018  |
| ---------------------- | ---- | ---- | ---- | ---- | ---- | ---- | ---- | ---- | ---- | ---- | ---- | ---- | ---- | ---- | ---- | ---- | ---- | ----- | ----- |
| Districte de Biləsuvar | 76.0 | 77.0 | 77.9 | 78.8 | 79.9 | 81.2 | 82.5 | 84.0 | 85.4 | 87.1 | 88.7 | 90.3 | 92.3 | 94.0 | 95.6 | 97.4 | 99.2 | 100.9 | 102.4 |
| població urbana        | 17.6 | 17.9 | 18.1 | 18.3 | 18.6 | 18.9 | 19.2 | 19.5 | 19.7 | 20.0 | 20.3 | 20.6 | 20.9 | 21.2 | 21.5 | 21.8 | 22.2 | 22.6  | 22.8  |
| població rural         | 58.4 | 59.1 | 59.8 | 60.5 | 61.3 | 62.3 | 63.3 | 64.5 | 65.7 | 67.1 | 68.4 | 69.7 | 71.4 | 72.8 | 74.1 | 75.6 | 77.0 | 78.3  | 79.6  |

## Economia
El districte està ubicat a la regió econòmica d'Aran. Biləsuvar és principalment un districte agrícola. Les principals activitats econòmiques són la cria d'animals, el gra i el cultiu de cotó. El 2017 es van registrar 41.298 caps de bestiar gran i 138.927 de bestiar petit. En total, la quantitat de sòl fèrtil és de 113.000 hectàrees, de les quals 42.500 són sembrades i la resta es destina a pastures. Durant el període soviètic, al districte hi havien 4 explotacions estatals en funcionament.
Al districte hi treballen també diverses empreses agrícoles, tals com “LLC Biləsuvar-Aqro”,” Azəryoltikinti” (empresa d'asfalt), l'empresa cotonera "Biləsuvar-Pambıq" i d'altres.

## Organització territorial
El districte conté 26 municipis.

## Transports i comunicacions
En el territori del districte es troba una oficina internacional de duana (Biləsuvar Sərhəd-Gömrük Keçid Məntəqəsi), que controla el pas entre l'Azerbaidjan i l'Iran. El districte té 16 oficines de correus.

## Sanitat
El districte té 9 hospitals amb 520 llits, 6 clíniques mèdiques i un centre d'epidemiologia, així com també 11 centres mèdics.

## Personatges il·lustres

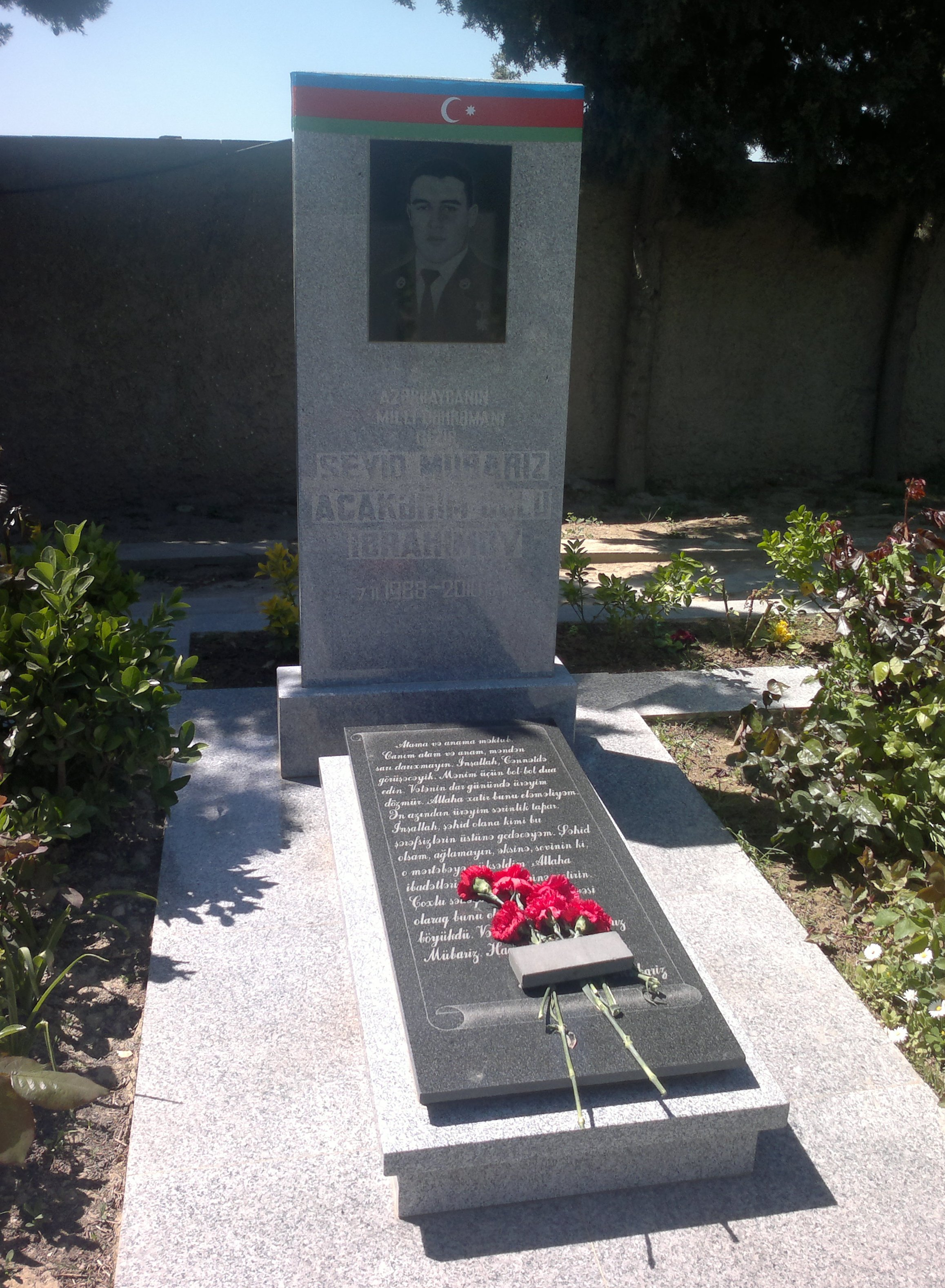
Mubariz Ibrahimov - sotsoficial major àzeri i heroi nacional de l'Azerbaidjan